# Psicrofília
La psicrofília o criofília és l'habilitat dels organismes extremòfils capaços de créixer i reproduir-se a temperatures per sota dels 5 °C. Constitueixen el cas oposat als termòfils, els quals viuen a temperatures inusual ment elevades.
Habiten en diversos ambients per tota la Terra, donat que una gran part de la superfície del nostre planeta experimenta temperatures inferiors als 15 °C. Són presents en ambients alpins, en sòls àrtics, a latituds elevades i en les aigües profundes dels oceans, així com en els gel àrtic, glaceres i àrees nevades. Són particularment interessants per l'astrobiologia, el camp dedicat a la formulació de teories sobre la possibilitat de vida extraterrestre i per la geomicrobiologia, que estudia els microbis actius en processos geoquímics.
Els Psicròfils utilitzen un ampli ventall de vies metabòliques, incloent la fotosíntesi, quimioautotròfia i heterotròfia, i formen comunitats robustes i diverses.
La majoria de psicròfils són bacteris (molts dels arqueus) i la psicrofília es troba en molts i diversos llinatges microbians dins de grans grups. També es coneixen fongs, algues i altres eucariotes psicròfils que habiten en zones nevades i de temperatures baixes.
Els Psicròfils es caracteritzen per certes varacions a nivell cel·lular, que els confereixen l'adaptació al fred, com la composició lipídica especial de les membranes cel·lulars que les fa químicament més resistent a l'enduriment i encarcarament causat pel fred extrem. També posseeixen proteïnes ‘anticongelants' que mantenen els compartiments cel·lulars aquosos en estat líquid per protegir l'ADN fins i tot a temperatures per sota el punt de congelació.

## Tipus de psicròfils
En general s'ha considerat l'existència de dos grups psicròfils: els psicròfils "obligats", i els psicròfils "facultatius".
1. Psicròfils obligats. La seva temperatura òptima està al voltant dels 15-18 °C, tot i que viuen perfectament a zero graus o fins i tot a temperatures més baixes; un exemple és Flavobacterium. Alguns d'ells tenen una temperatura òptima encara més baixa, els anomenats psicròfils extrems, un exemple és Polaromonas vacuolata, que viu en les aigües de l'Antàrtida; la seva temperatura òptima és de 4 °C i la màxima que resisteix és de 14 °C (per sobre d'aquesta temperatura no sobreviu).

1. Psicròfils facultatius. Com el seu nom indica tenen la facultat de resistir el fred, però la seva temperatura òptima és més alta (al voltant dels 20-30 °C). Aquests organismes són els culpables que els aliments es deteriorin fins i tot als frigorífics.